# Uarizes (general de Cosroes I)
Uarizes (em grego: Ουαρίζης; romaniz.: Ouarízes; em persa médio: Wahriz) foi um oficial persa, de provável origem dailamita, ativo sob o xá Cosroes I (r. 531–579). Em 570, foi enviado pelo xá numa missão para expulsar o Império Axumita do Iêmem e então conquistar o país. Suas tropas, também dailamitas, teria importante papel na posterior conversão do Iêmem ao islamismo.